# USS Salem (CA-139)
USS Salem (CA-139) là một tàu tuần dương hạng nặng của Hải quân Hoa Kỳ thuộc lớp Des Moines được đưa ra hoạt động sau Chiến tranh Thế giới thứ hai. Nó chỉ phục vụ thuần túy tại khu vực Đại Tây Dương và Địa Trung Hải cho đến khi ngừng hoạt động vào năm 1959. Là chiếc tàu tuần dương hạng nặng toàn súng lớn cuối cùng trên thế giới được đưa vào hoạt động, nó hiện đang được mở ra cho công chúng tham quan như một tàu bảo tàng tại Quincy, Massachusetts.

## Thiết kế và chế tạo
Là chiếc tàu chiến thứ ba của Hải quân Mỹ được đặt tên theo thành phố Salem thuộc tiểu bang Massachusetts, nó được đặt lườn vào ngày 4 tháng 7 năm 1945 tại xưởng tàu Fore River của hãng Bethlehem Steel Company ở Quincy, Massachusetts. Con tàu được hạ thủy vào ngày 25 tháng 3 năm 1947; được đỡ đầu bởi Cô Mary G. Coffey; và được đưa ra hoạt động vào ngày 14 tháng 5 năm 1949 dưới quyền chỉ huy của Thuyền trưởng, Đại tá Hải quân J. C. Daniel.

## Lịch sử hoạt động
Sau khi ghé thăm thành phố mà nó mang tên Salem vào ngày 4 tháng 7 năm 1949, Salem trải qua ba tháng chạy thử máy ngoài khơi vịnh Guantánamo, Cuba từ tháng 7 đến tháng 10 năm 1949, rồi tiếp nối bởi đợt hiệu chỉnh sau thử máy tại Xưởng hải quân Boston. Sau nó nó thực hiện hai chuyến đi đến Guantánamo vào tháng 11 và tháng 12 năm 1949, và tham gia các cuộc cơ động của Hạm đội Đại Tây Dương vào đầu năm 1950.
Salem rời khu vực bờ Đông vào ngày 3 tháng 5 năm 1950, vào ngày 17 tháng 5 đã thay phiên cho tàu tuần dương chị em Newport News trong vai trò soái hạm của Đệ Lục hạm đội tại Địa Trung Hải. Trong chuyến đi này, lần đầu tiên trong bảy lượt được bố trí đến Địa Trung Hải như một soái hạm, Salem đã ghé thăm các cảng tại Malta, Ý, Pháp, Hy Lạp, Thổ Nhĩ Kỳ, Li-băng và Algérie, cùng tham gia các cuộc thực tập huấn luyện. Đến ngày 22 tháng 9, nó được Newport News thay phiên để quay trở về Hoa Kỳ.
Sau ba tuần lễ ở lại Boston, Salem gia nhập Hạm đội Đại Tây Dương cho các cuộc cơ động; vào ngày 3 tháng 1 năm 1951 đã lên đường tiến hành đợt huấn luyện tác xạ tại khu vực Guantánamo. Nó hoàn tất việc huấn luyện ngoài khơi Bermuda, vào ngày 20 tháng 3 lên đường đi Địa Trung Hải thay phiên cho Newport News trong vai trò soái hạm của Đệ Lục hạm đội. Đến ngày 19 tháng 9, nó lại được một tàu chị em khác, Des Moines, thay phiên; và đã quay về Hoa Kỳ cho một đợt đại tu kéo dài bốn tháng tại Boston.
Salem lên đường vào ngày 1 tháng 2 năm 1952 cho một đợt huấn luyện ôn tập tại Guantánamo, rồi quay trở về Boston vào ngày 29 tháng 3 cho một đợt sửa chữa ngắn. Nó lên đường vào ngày 19 tháng 4 cho đợt bố trí thứ ba đến Địa Trung Hải, thay phiên cho Newport News tại Algiers vào ngày 28 tháng 4. Ngoài các cuộc viếng thăm cảng và thực hành như thường lệ, Salem còn tham gia cuộc tập trận "Beehive II," bao gồm hải quân các nước Hoa Kỳ, Anh Quốc, Ý, Pháp và Hy Lạp. Nó lại được Des Moines thay phiên vào ngày 29 tháng 9 và trở về đến Boston vào ngày 9 tháng 10.
Sau bốn tháng hoạt động tại chỗ, Salem lên đường đi vịnh Guantánamo vào ngày 24 tháng 1 năm 1953 để huấn luyện. Quay trở về Boston vào ngày 27 tháng 2, nó lên đường đi Địa Trung Hải vào ngày 17 tháng 4 thay phiên cho Newport News trong vai trò soái hạm. Đợt bố trí thứ tư này được đánh dấu bởi cuộc tập trận "Weldfest" cùng một công việc cứu trợ khẩn cấp sau trận động đất Ionian 1953 đã phá hủy quần đảo Ionian. Salem là con tàu Mỹ đầu tiên đi đến hiện trường, và đã cung cấp hàng cứu trợ và sự giúp đỡ từ ngày 13 tháng 8 cho đến khi kho dự trữ của nó đã cạn bốn ngày sau đó. Được Des Moines thay phiên vai trò soái hạm vào ngày 9 tháng 10, nó quay trở về Boston vào ngày 24 tháng 10 và đi vào xưởng tàu để đại tu.
Vào ngày 6 tháng 2 năm 1954, Salem lên đường đi vịnh Guantánamo Bay và quay trở về vào ngày 7 tháng 4 sau đợt huấn luyện ôn tập. Nó rời Boston vào ngày 30 tháng 4; và sau khi đến Địa Trung Hải vào ngày 12 tháng 5, lại tiếp nhận vai trò soái hạm của Đệ Lục hạm đội. Được thay phiên bởi Des Moines tại Lisbon vào ngày 22 tháng 9, nó quay trở về Boston vào ngày 29 tháng 9. Vào tháng 10 và tháng 11 năm 1954, nó tham gia các cuộc tập trận cùng với Hạm đội Đại Tây Dương.
Từ ngày 19 tháng 1 đến ngày 22 tháng 2 năm 1955, Salem thực hiện chuyến đi huấn luyện hàng năm đến vịnh Guantánamo. Sau một chuyến đi huấn luyện dự bị kéo dài hai tuần, nó lên đường đi Địa Trung Hải vào ngày 2 tháng 5 và thay phiên cho Newport News vào ngày 19 tháng 5. Trong đợt bố trí thứ sáu này, nó tham gia một cuộc tập trận của khối NATO, và một cuộc tập trận phối hợp Hải quân Pháp-Mỹ có sự tham dự của Thứ trưởng Hải quân Thomas S. Gates như một quan sát viên. Salem rời Barcelona vào ngày 23 tháng 9 và về đến Boston vào ngày 2 tháng 10 năm 1955 cho một đợt đại tu kéo dài bốn tháng.
Chiếc tàu tuần dương rời Boston vào ngày 16 tháng 2 năm 1956 để huấn luyện tại vịnh Guantánamo, nhằm chuẩn bị cho một chuyến đi kéo dài 20 tháng như một "soái hạm thường trực" của Tư lệnh Đệ Lục hạm đội, đặt cảng nhà tại Villefranche-sur-Mer. Nó quay về Boston vào ngày 5 tháng 4 và lên đường đi Địa Trung Hải vào ngày 1 tháng 5. Đang khi ở giữa Đại Tây Dương, vụ Khủng hoảng kênh đào Suez nổ ra; và nó được cho chuyển hướng đến Rhodes tại phía Đông Địa Trung Hải, nơi nó gia nhập hạm đội vào ngày 14 tháng 5 và tiếp nhận nhiệm vụ soái hạm. Nó ở lại khu vực Đông Địa Trung Hải cho đến giữa tháng 6, và còn quay trở lại đây khi xung đột nổ ra vào ngày 30 tháng 10. Trong tháng 4 và tháng 8 năm 1957, bằng sự hiện diện của nó tại Đông Địa Trung Hải, Đệ Lục hạm đội đã hai lần chứng tỏ sự ủng hộ đối với chính phủ Jordan bị đe dọa lật đổ. Chiếc tàu tuần dương rời Địa Trung Hải vào ngày 26 tháng 6 năm 1958 và về đến Căn cứ Hải quân Norfolk vào ngày 4 tháng 7.
Salem được dự định cho ngừng hoạt động sau chuyến quay trở về từ Địa Trung Hải, nhưng yêu cầu trợ giúp khẩn cấp tại Li-băng đối phó với một cuộc đảo chính sắp nổ ra vào ngày 15 tháng 8 năm 1958, khiến buộc phải hoãn lại. Chiếc tàu tuần dương đ̃a thay phiên cho tàu chỉ huy Northampton (CLC-1) vào ngày 11 tháng 8 trong vai trò soái hạm của Tư lệnh Đệ Nhị hạm đội; vào ngày 2 tháng 9, nó rời Norfolk, viếng thăm vịnh Augusta và Barcelona trong một chuyến đi đến Địa Trung Hải kéo dài 10 ngày, và quay trở về Norfolk vào ngày 30 tháng 9. Nó quay trở về Xưởng hải quân Norfolk vào ngày 7 tháng 10 để chuẩn bị ngừng hoạt động, bàn giao lại vai trò soái hạm Đệ Nhị hạm đội vào ngày 25 tháng 10, và cho ngừng hoạt động vào ngày 30 tháng 1 năm 1959. Nó vẫn được giữ lại trong thành phần Hạm đội Dự bị Đại Tây Dương tại Xưởng hải quân Philadelphia.

## Tàu bảo tàng

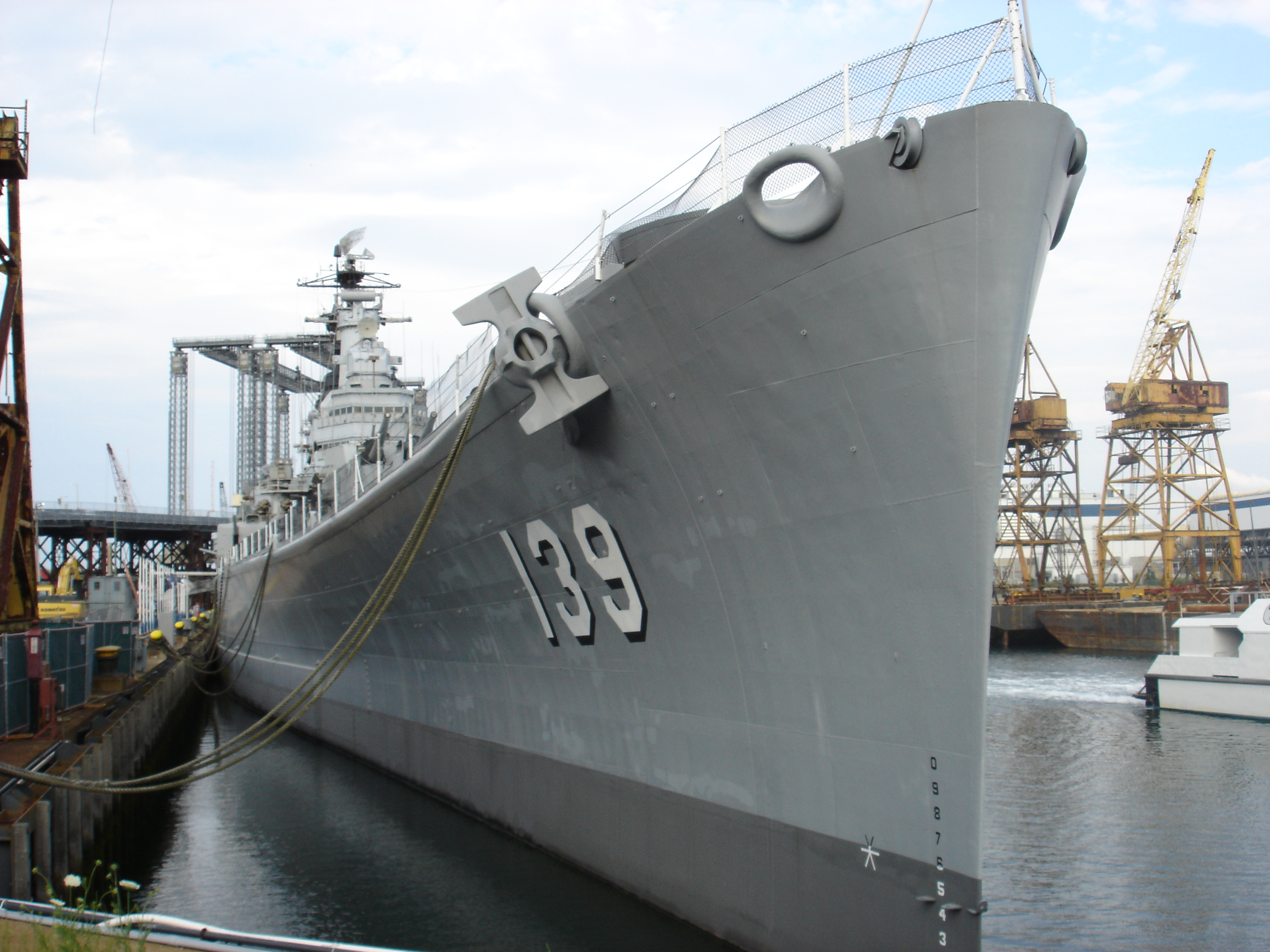
Bảo tàng USS Salem tại nơi neo đậu thường trực ở Quincy, Massachusetts

Vào tháng 10 năm 1994, Salem quay trở về nơi đã khai sinh ra nó Quincy, Massachusetts, nơi nó hiện diện cho đến hôm nay như một tàu bảo tàng, một chi nhánh của Bảo tàng Đóng tàu Hải quân Hoa Kỳ. Trên chiếc Salem cũng đặt các gian trưng bày cho Bảo tàng USS Newport News chị em, Bảo tàng Hiệp hội Thủy thủ Tuần dương Hoa Kỳ và phòng trưng bày Người nhái Hải quân Hoa Kỳ (Seal). Con tàu còn được cho là bị ma ám và từng xuất hiện trong loạt phóng sự Ghost Hunters.

## Văn hóa đại chúng
Salem đã được sử dụng để thể hiện hình ảnh của chiếc thiết giáp hạm bỏ túi Đức Admiral Graf Spee trong cuốn phim The Battle of the River Plate năm 1956, cho dù chiếc tàu chiến Đức nguyên thủy chỉ có một tháp pháo ba nòng phía trước cấu trúc thượng tầng trong khi Salem có đến hai tháp pháo ba nòng phía trước. Số hiệu nguyên thủy của Salem, 139, được thấy rõ ràng trong một số cảnh quay bên ngoài của chiếc Salem. Điều này được giải thích trong bộ phim là do thực tế trong lịch sử, thợ mộc trên tàu thường ngụy trang chiếc "Graf Spee" giống như những tàu nước ngoài.

## Phần thưởng[3]
|  |  |

| Huân chương Phục vụ Chiếm đóng Hải quân | Huân chương Phục vụ Phòng vệ Quốc gia |